# ツー・コップス
『ツー・コップス』（原題：투캅스）は、1993年公開の韓国映画。

## 概要
悪徳刑事の活躍を通して、韓国の警察権力の不正腐敗を笑い飛ばしたブラック・コメディー。新宿シネパトスで開催されたアジア・ミッドナイトエキスプレスにて上映された。

## ストーリー
チョ刑事は職権を乱用し、平和に暮らす市民から賄賂を取り放題の悪徳刑事だ。そんな彼のもとに新しいパートナーとして新米のカン刑事が赴任してくる。彼は警察学校をトップの成績で卒業し、あらゆる不正を容赦しないという融通の効かない男だった。今までの気楽な刑事生活への危機を感じたチョは、カン刑事を自分と同じ堕落の道へ引きずり込もうとする。苦心の甲斐あって、カンはチョの期待以上に悪徳ぶりを発揮する。ついには麻薬取り引きにまで手を出す。ここでチョは偶然、手柄を立て、彼は昇進するのだった。
ある日，スウォンという女性が警察署を尋ね，正体不明の暴漢に脅迫受けているとカン刑事に訴える…

## キャスト
- チョ刑事：アン・ソンギ
- カン刑事：パク・チュンフン
- スウォン：チ・スウォン
- チョ刑事の妻：キム・ヘオク
- イ刑事：キム・ボソン
- 署長イ・ドンギュ：シム・ヤンホン
- 課長：ヤン・テクチョ
- パク社長：ユン・ムンシク
- テソン：チェ・ジョンウォン
- ファンジョ：イム・デホ

## スタッフ
- 製作・監督：カン・ウソク
- 企画：グォン・ヨウンラク、チョン・ヤンジュン
- 脚本：キム・ソンホン
- 音楽：チェ・ギョンシク
- 主題歌：チェ・ギュソン「パートナー」[1]
- 撮影監督：チョン・グァンソク
- 美術：チョ・ユンサム
- ドルビー録音：キム・ギョンイル
- 同時録音：キム・ボムス
- 照明：シン・ハクソン
- 編集：キム・ヒョン
- 助監督：キム・サンジン、グォン・ギュオ
- 製作・配給：カン・ウソク プロダクション

## 受賞歴
- 1994年 第32回大鐘賞 - 男優主演賞（アン・ソンギ、パク・チュンフン）・人気賞（アン・ソンギ、パク・チュンフン）
- 1994年 第15回青龍映画賞 - 最多観客動員賞
- 1994年 第30回百想芸術大賞（映画部門）- 大賞（アン・ソンギ）・作品賞・監督賞（カン・ウソク）・最優秀演技賞（男）（アン・ソンギ）・新人演技賞（女）（チ・スウォン）
- 1994年 第14回韓国映画評論家協会賞 - 男優主演賞（アン・ソンギ）